# Verrières-le-Buisson
Verrières-le-Buisson é uma comuna francesa localizada a quatorze quilômetros a sudoeste de Paris no departamento de Essonne na região administrativa da Ilha de França.
Localizado na fronteira com Altos do Sena e a primeira coroa parisiense onde ela é próxima sociologicamente, Verrières-le-Buisson que já foi aclamada no século XVIII pelos reis de França por sua caçadas na floresta ainda é conhecida dos parisienses pela sua floresta de Verrières, pulmão verde nas portas da capital e seu vale do Bièvre de caráter rural. É também famosa no meio da horticultura e botânica por ter sido o local escolhido pela família Vilmorin, fundadora da companhia Vilmorin de grãos. Esta família rica deixou à cidade o seu arboreto, tornado Reserva natural regional, que ainda hoje permite, apesar de uma urbanização importante durante a década de 1960, para reivindicar o título de "Cidade Arboreto". Rica com seis castelos e mansões e muitos loteamentos residenciais, cultiva o seu lado "vila" em plena região metropolitana de Paris.
Seus habitantes são chamados de Verriérois.

## Toponímia
O nome foi mencionado pela primeira vez no século VIII em um título de propriedade para a Abadia de Saint-Germain-des-Prés. Verdrariæ no século XI, Vedzariæ em 1027, o nome evoluiu para Vitreriæ no século XIII, Verrarias em 1236, Voerrières no início do século XV, para encontrar sua forma atual, no século XVI.
Em 1793, o município foi criada sob o nome simples de Verrieres, a adição da acento grave e a adição de "le-Buisson" interveio em 1801, em referência à grande floresta comunal, de acordo com a primeira menção feita na época de Luís XIV.
A hipótese de que traria o nome da comuna uma atividade artesanal de vidro local é improvável uma vez que nenhum traço ou notoriedade permanece.
A etimologia do nome da comuna remonta certamente à presença a partir da Baixa Idade Média de uma villa rustica no território do centro da cidade atual chamada Villa Vedrarias, provavelmente do nome de seu fundador.

## História

### As origens
A descoberta no bosque de Verrières de vestígios de oficinas do Paleolítico e do Neolítico confirma com certeza a presença humana no território nesta época. Mais a leste, na fronteira com o Bièvres na borda do Sygrie foram descobertos os restos de uma villa rustica galo-romana.
Em 543, o rei Quildeberto I doou a Villa Vedrarias à nova Abadia de Saint-Germain-des-Prés.

### Idade Média e tempos modernos

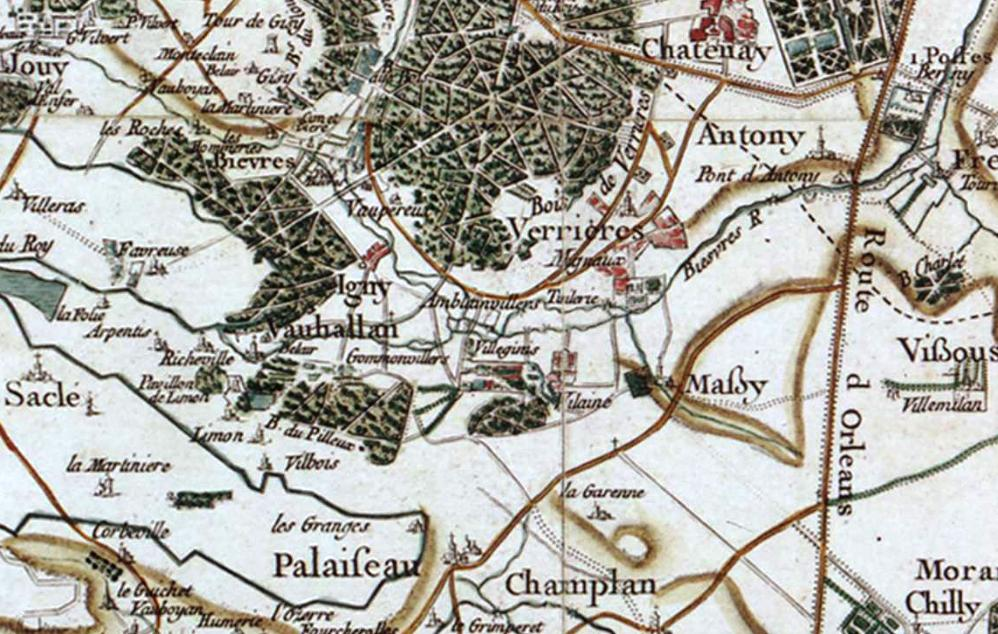
Mapa da região de Verrières-le-Buisson no século XVII por Cassini.

A primeira menção escrita de Verrières-le-Buisson dataria do ano 806. Uma Villa Vedrarias foi então anexada ao senhorio de Antony, cujo domínio pertencia à Abadia de Saint-Germain-des-Prés. Cento e cinquenta e seis famílias viviam na terra onde trezentos hectares eram de terras aráveis, quarenta hectares eram considerados como prados e trinta e cinco hectares foram plantados com vinhas. Os textos da Idade Média mencionam três usinas no Bièvre. Do rio a montante para o rio a jusante, estes moinhos estavam nas localidades de Amblainvilliers, de Grès (Grais) e de Migneaux.